# یاسوهیرو فوکودا
یاسوهیرو فوکودا (انگلیسی: Yasuhiro Fukuda؛ زادهٔ ۱۳ مارس ۱۹۹۲) بازیکن فوتبال اهل ژاپن است.